# Tahir Cambis
Tahir Cambis (ur. 1956 w Niemczech) – australijski aktor bośniackiego pochodzenia.

## Życie i twórczość
Bośniacko-australijski aktor i reżyser. Urodził się w niemieckim obozie dla uchodźców, po tym jak jego matka uciekła z Sarajewa w latach pięćdziesiątych. Dorastał w Australii. W roku 1992 próbował dotrzeć do Sarajewa. Jednak w czasie podróży doznał kontuzji i został zmuszony przez okres jednego roku do pobytu w Bośni i Chorwacji lecząc się w tamtejszych szpitalach. W 1995 roku udało mu się dostać do Sarajewa i nakręcić film z oblężenia tego miasta.
Zadebiutował na małym ekranie rolą Vladko w serialu Latający doktorzy. Na dużym ekranie debiutował w roku 1991 rolą w dramacie Wakacje nad rzeką Yarra.
Wyreżyserował trzy filmy dokumentalne, m.in. Exile in Sarajewo – poruszający film o oblężeniu Sarajewa.

## Filmografia
Aktor
- 1991: Latający doktorzy jako Vladko
- 1991: Wakacje nad rzeką Yarra (Holidays on the River Yarra) jako Stewie
- 1998: Oklaski jednej dłoni (The Sound of One Hand Clapping) jako pracownik na obozie
- 2007: Ambassador jako
- 2011: Exit jako Locksmith

Reżyser
- 1997: Exile in Sarajewo
- 2004: Anthem
- 2008: Angel of the Wind (także jako producent)[2].